# Bermersheim vor der Höhe
Bermersheim vor der Höhe là một xã thuộc huyện Alzey-Worms, bang Rheinland-Pfalz, nước Đức. Xã Bermersheim vor der Höhe có diện tích 2,87 km².